# Скриде, Арий
Арий (Арийс) Аугустович Скриде (латыш. Ārijs Skride; 24 сентября 1906 — 22 ноября 1987) — советский и латышский художник. Народный художник Латвийской ССР (1966).

## Биография
Арий Скриде родился 24 сентября 1906 года в Дзелзавской волости (в нынешнем Мадонском крае Латвии).
Окончил Латвийскую академию художеств (пейзажная мастерская В. Пурвитиса, 1932). Работал учителем рисования в Рижской гимназии Н. Драудзини (1936—1942), педагогом Латвийской государственной академии художеств (1942—1964).
Был членом художественного объединения «Садарбс» (1929), членом Союза художников Латвии (с 1944). Награждён бронзовой медалью международной художественной выставки в Сан-Франциско. Заслуженный деятель искусств Латвийской ССР (1956), Народный художник Латвийской ССР (1966).

## Творчество
Принимал участие в выставках с 1928 года. Заявил себя продолжателем традиций, заложенных творчеством своего учителя В. Пурвитиса. В зрелые годы, кроме пейзажей, писал жанровые композиции посвящённые людям труда и социалистическому строительству. Наиболее известные работы: «Аллея и красная крыша» (1926), «Суда на Даугаве» (1930), «Весна на окраине Риги» (1930), «Московское предместье» (1930), «Стог сена» (1935), «Кегумс» (1939), «Поставка зерна государству» (1949), «Зима в Видземе» (1964), «Улица Кирова» (1969).

## Награды и звания
- Медаль «За трудовое отличие» (1956)
- Народный художник Латвийской ССР (1966)
- Заслуженный деятель искусств Латвийской ССР (1956)